# 2010年亚洲残疾人运动会菲律宾代表团
2010年亚洲残疾人运动会菲律宾代表团派出了34名运动员参赛，其中男选手24名，女选手10名。
奖牌榜：
| 名次 | 代表团 | 金牌 | 银牌 | 铜牌 | 总数 |
| ---- | ------ | ---- | ---- | ---- | ---- |
| 21   | 菲律宾 | 0    | 4    | 3    | 7    |

## 奖牌获得者

### 银牌
1. 阿切列·吉翁：举重 - 女子44公斤级
2. 阿德琳·安切塔：女子82.5公斤以上级
3. 约瑟芬·梅迪纳：乒乓球 - 女子单打TT6-8
4. 伊西德罗·比尔多索拉：田径 - 男子1500米 - T46

### 铜牌
1. 安妮·格蕾丝·阿韦托：田径 - 女子200米 - T11
2. 罗赫尔·塔皮亚：田径 - 男子400米 - T46
3. 小丹尼尔·达马索：游泳 - 男子400米自由泳 - S12